# Piper opacilimbum
Piper opacilimbum är en pepparväxtart som beskrevs av C. Dc.. Piper opacilimbum ingår i släktet Piper och familjen pepparväxter. Inga underarter finns listade i Catalogue of Life.